# Barnett Banks Classic Miami
Il Barnett Banks Classic Miami è stato un torneo professionistico di tennis giocato su campi in terra rossa. Faceva parte del Virginia Slims Circuit. Si giocava annualmente a Miami negli Stati Uniti.

## Albo d'oro

### Singolare
| Anno | Campionessa    | Finalista      | Punteggio     |
| ---- | -------------- | -------------- | ------------- |
| 1973 | Margaret Court | Kerry Melville | 4–6, 6–1, 7–5 |

### Doppio
| Anno | Campionesse                | Finaliste                     | Punteggio     |
| ---- | -------------------------- | ----------------------------- | ------------- |
| 1973 | Françoise Dürr Betty Stöve | Rosie Casals Billie Jean King | 4–6, 6–2, 6–3 |